# Morfasso

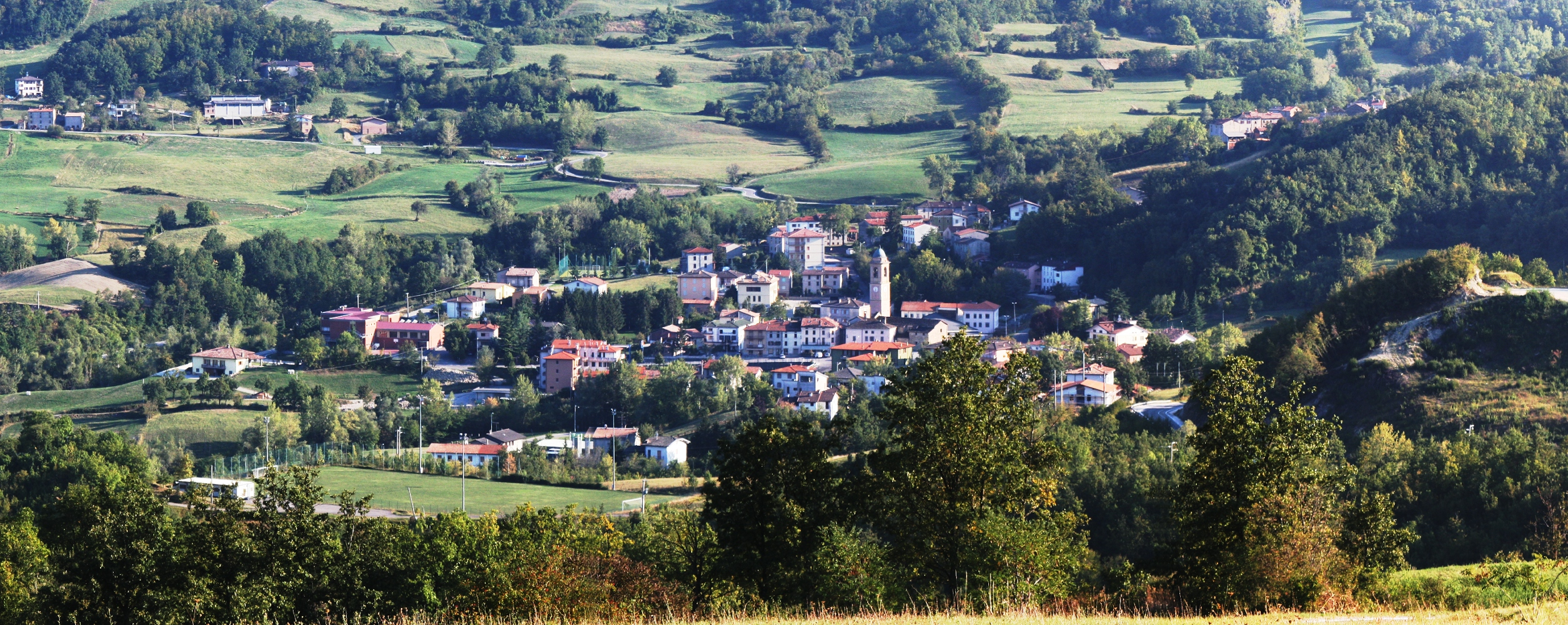
Panorama von Morfasso

Morfasso ist eine italienische Gemeinde (comune) mit 862 Einwohnern (Stand 31. Dezember 2023) in der Provinz Piacenza in der Emilia-Romagna. Die Gemeinde liegt etwa 37 Kilometer südlich von Piacenza, gehört zur Comunità Montana valli del Nure e dell'Arda und grenzt an die Provinz Parma. Im Nordosten liegt der Lago di Mignano. Nahe der Ortschaft entspringt der Arda.

## Persönlichkeiten
- Silvio Oddi (1910–2001), Kardinal